# Therikles (Archon)
Therikles (altgriechisch Θηρικλῆς Thēriklḗs) war ein antiker griechischer Politiker. Im Jahr 533/532 v. Chr. war er Archon eponymos der Polis Athen.
Laut einem Fragment des Diodor war Therikles in der 61. Olympiade Archon und in dessen Amtszeit datiert er die Akme (ἐγνωρίζετο egnorízeto, deutsch ‚allgemein bekannt‘) des berühmten Philosophen Pythagoras von Samos. Dionysios von Halikarnassos konkretisiert diese Aussage und gibt das vierte Jahr der 61. Olympiade als Amtsjahr an, das demnach das bürgerliche Jahr 533/532 v. Chr. nach dem attischen Kalender umfasste.
Diodor scheint in dieses Jahr auch die Übersiedelung des Pythagoras nach Unteritalien zu datieren, wo der Philosoph in Kroton eine Schule gründete. Dies deckt sich bei geringfügiger Abweichung mit den Angaben des Chronographen Apollodor, der die Akme des Pythagoras mit dem Jahr zusammenfallen lässt, in dem Polykrates von Samos seine Akme erreichte und seine Tyrannis errichtete, das heißt dem Jahr 532/531 v. Chr.
Die Vorstellung, dass beider Persönlichkeiten Akme synchron anzusetzen ist, geht wahrscheinlich auf Aristoxenos zurück. Doch ist unklar, auf wen die Umrechnung in Olympiaden zurückzuführen ist. Leonid Zhmud vermutet, dass es Apollodor war, der das erste Jahr der 62. Olympiade hierfür errechnete, und verweist auf eine entsprechende Stelle bei Iamblichos von Chalkis. Felix Jacoby glaubte hingegen, dass erst ein nach Apollodor schreibender Autor diese Umrechnung vornahm. Die Datierung nach Archonten bei Diodor ist unbekannten Ursprungs.